# Смит, Дэвид Ли
Дэ́вид Ли Смит (англ. David Lee Smith; род. 8 сентября 1963 года, Бирмингем, Алабама, США) — американский актёр, наиболее известный по роли Джона Олдмана в научно-фантастическом фильме «Человек с Земли» (2007) и его продолжении «Человек с Земли: Голоцен» (2018). Он также сыграл сержанта Рика Стетлера в телесериале «C.S.I.: Место преступления Майами» (2003—2010).

## Биография и карьера
Смит родился и вырос в городе Бирмингем, штат Алабама. Посещал среднюю школу Бэнкса. Смит окончил Алабамский университет, а затем Южный методистский университет, получив степень магистра изящных искусств.
Начал свою актёрскую карьеру в начале 1990-х годов, в основном снимаясь в мыльных операх, таких как «Как вращается мир», «Все мои дети» и «Одна жизнь, чтобы жить». Впоследствии сыграл повторяющиеся роли в сериалах «Полицейские на велосипедах», «Голая правда» и «Провиденс», а также эпизодические роли в «Дарма и Грег», «Журнал мод», «Звёздный путь: Вояджер», «Военно-юридическая служба» и «CSI: Место преступления». Помимо телевизионных работ, Смит появился в небольших ролях в фильмах «Бойцовский клуб», «Спеши любить», «Загадочная кожа» и «Зодиак».
В декабре 2007 года Смит сыграл главную роль в фильме «Человек с Земли» по сценарию Джерома Биксби, где его партнёрами по съёмочной площадке были Джон Биллингсли, Ричард Рили и Тони Тодд.
С 2003 по 2010 год исполнял второстепенную роль сержанта Рика Стетлера в сериале CBS «C.S.I.: Место преступления Майами».
В 2017 году Смит вернулся к роли Джона Олдмана в фильме «Человек с Земли: Голоцен», продолжении фильма 2007 года. В 2019 году сыграл главную роль в фильме «Прогулка с Грэйс». В 2023 году исполнил роль генерала Эрла ван Дорна в сериале «Законники: Басс Ривз».

## Личная жизнь
C 1994 по 1999 состоял в отношениях с актрисой Элизабет Митчелл.

## Фильмография

### Кино
| Год  |     | Русское название                 | Оригинальное название                  | Роль               |
| ---- | --- | -------------------------------- | -------------------------------------- | ------------------ |
| 1999 | ф   | Бойцовский клуб                  | Fight Club                             | Уолтер             |
| 2002 | ф   | Спеши любить                     | A Walk to Remember                     | Доктор Картер      |
| 2002 | ф   | Божественные тайны сестричек Я-Я | Divine Secrets of the Ya-Ya Sisterhood | молодой Шеп Уокер  |
| 2004 | ф   | Загадочная кожа                  | Mysterious Skin                        | Альфред            |
| 2005 | кор | Ощутимая пустота                 | The Big Empty                          | Майор              |
| 2007 | ф   | Зодиак                           | Zodiac                                 | Отец               |
| 2007 | ф   | Человек с Земли                  | The Man from Earth                     | Джон Олдмэн        |
| 2010 | ф   | Джэни Джонс                      | Janie Jones                            | Офицер Дикерсон    |
| 2013 | ф   | Багровая зима                    | Crimson Winter                         | Король Олдрик      |
| 2014 | кор | —                                | Whispering Pines                       | Фрэнк              |
| 2015 | кор | —                                | Acaso                                  | водитель           |
| 2015 | ф   | —                                | Sick People                            | Энди               |
| 2017 | ф   | Человек с Земли: Голоцен         | The Man from Earth: Holocene           | Джон Олдмэн        |
| 2017 | кор | —                                | Hollywood                              | Мик                |
| 2018 | кор | —                                | Unregistered                           | Джуда              |
| 2018 | ф   | Между мирами                     | Between Worlds                         | Кирби              |
| 2019 | ф   | Прогулка с Грэйс                 | A Walk with Grace                      | Нейт               |
| 2020 | ф   | Манк                             | Mank                                   | сторонник Синклера |
| 2021 | ф   | Свалка                           | Landfill                               | Роберт Эвери       |
| 2021 | кор | —                                | Murder in Monte Nido Mountains         | Джон               |
| 2025 | ф   | Я начинаю видеть свет            | I'm Beginning to See the Light         | Ларри              |

### Телевидение
| Год       |    | Русское название                  | Оригинальное название                             | Роль                                                 |
| --------- | -- | --------------------------------- | ------------------------------------------------- | ---------------------------------------------------- |
| 1992      | с  | Как вращается мир                 | As the World Turns                                | Тони Лумис                                           |
| 1992      | с  | —                                 | Dangerous Curves                                  | Доктор Стивен Бреттс                                 |
| 1993      | с  | Все мои дети                      | All My Children                                   | Джон Янгблад                                         |
| 1994      | с  | Одна жизнь, чтобы жить            | One Life to Live                                  | Брент Саттон                                         |
| 1994      | тф | Крестики и нолики                 | XXX's & OOO's                                     | Уинн Харрисон                                        |
| 1996      | с  | Саванна                           | Savannah                                          | Рани                                                 |
| 1996      | с  | Шелковые сети                     | Silk Stalkings                                    | Кен Бэйнс                                            |
| 1996      | с  | Непредсказуемая Сьюзан            | Suddenly Susan                                    | Дирк                                                 |
| 1997      | с  | Звёздный путь: Вояджер            | Star Trek: Voyager                                | Захир                                                |
| 1997      | с  | Голая правда                      | The Naked Truth                                   | Марк                                                 |
| 1996—1997 | с  | Полицейские на велосипедах        | Pacific Blue                                      | Агент Тимоти Стоун                                   |
| 1997      | с  | Дарма и Грег                      | Dharma & Greg                                     | Сид                                                  |
| 1998      | с  | Журнал мод                        | Just Shoot Me!                                    | Стив МакФерсон                                       |
| 1998      | с  | Слава Лос-Анджелеса               | Fame L.A.                                         | Ник                                                  |
| 1999      | с  | Провиденс                         | Providence                                        | Пол Рутиглиата                                       |
| 1999      | с  | Джек и Джилл                      | Jack & Jill                                       | Майкл Престон                                        |
| 2000      | с  | V.I.P.                            | V.I.P.                                            | Коул Кэллоуэй                                        |
| 2001      | с  | Секреты семьи Арно                | Cover Me: Based on the True Life of an FBI Family | Джимми Какконе                                       |
| 1998—2001 | с  | Военно-юридическая служба         | JAG                                               | лейтенант-коммандер 'Карма' Райс / майор Майлз Холмс |
| 2004      | с  | Оперативник                       | The Handler                                       | Билл Кармер                                          |
| 2004      | с  | Как одна семья                    | Like Family                                       | Роджер                                               |
| 2002—2004 | с  | C.S.I.: Место преступления        | CSI: Crime Scene Investigation                    | Коди Льюис                                           |
| 2005      | тф | Ушла, но не забыта                | Gone But Not Forgotten                            | Рик Тэнненбаум                                       |
| 2009      | тф | —                                 | Mending Fences                                    | Уолт Митчелл                                         |
| 2009      | с  | Кукольный дом                     | Dollhouse                                         | Клэй Кормак                                          |
| 2003—2010 | с  | C.S.I.: Место преступления Майами | CSI:Miami                                         | Рик Стетлер                                          |
| 2019      | с  | Гавайи 5.0                        | Hawaii Five-0                                     | Уэйд Хендерсон                                       |
| 2023      | с  | Законники: Басс Ривз              | Lawmen: Bass Reeves                               | Эрл Ван Дорн                                         |

## Награды и номинации
| Год  | Награда                                            | Категория                                       | Работа                         | Результат |
| ---- | -------------------------------------------------- | ----------------------------------------------- | ------------------------------ | --------- |
| 2018 | Montreal International Wreath Awards Film Festival | Лучший актёр                                    | Человек с Земли: Голоцен       | Номинация |
| 2021 | Seattle Film Festival                              | Лучший актёр (США)                              | Свалка                         | Победа    |
| 2021 | Seattle Film Festival                              | Лучший актёрский состав в художественном фильме | Свалка                         | Номинация |
| 2022 | Independent Shorts Awards                          | Лучший актёрский дуэт                           | Murder in Monte Nido Mountains | Победа    |